# Георги Раковски
Георги Сава Раковски, рођен као Сава Поповић (буг. Съби Стойков Попович; Котел, 1821 — Букурешт, 9. октобар 1867) је био бугарски револуционар, књижевник, слободни зидар, оснивач бугарског националног препорода и идеолог, стратег и теоретичар бугарске националне револуције, вођа борбе за ослобођење од османске владавине.

## Биографија
Рођен је као Сава Поповић  2. априла (14. априла) 1821. године у градићу Котелу у породици трговца Стојка Поповића и Руске Мамарчеве.
Правник по образовању и адвокат по професији он је био револуционарни демократа, писац, песник, публициста, новинар, историчар, етнограф и етнолог, први бугарски представник романтичарског национализма.
Већ у четрдесетим годинама 19. века видећи крај Османског царства после инцидента у добар час, Поповић се посвећује идеји обнове бугарске државности.
Од 1855. био је у Новом Саду где објављује неколико бугарских часописа, а од 1860. настањен је у Београду. У Београду ствара бугарску легију. Једна од главних личности током догађаја 1862. године — бомбардовање Београда. У пролеће 1863. године тајну мисију је наручила српска влада — на Цетињу и Атини.
Након што мисија није успела крајем 1863. разочаран политиком српске владе, напустио је Српску кнежевину и провео последње године у Букурешту.

## Етнограф
Раковски је био први модерни бугарски етнограф. Према Раковском, у тадашњој српској кнежевини сви су у Београду говорили бугарски, изричито наводећи 30 села широм Београда за које је веровао да су бугарски а старо становништво Шумадије је такође сматрао бугарским.